# Krassimir Avramov
Pour les articles homonymes, voir Avramov.
Krassimir Avramov (Красимир Аврамов), né le 5 novembre 1972, est un chanteur bulgare.

## Eurovision 2009
Il représente la Bulgarie lors de la première demi-finale du Concours Eurovision de la chanson 2009 à Moscou, le 12 mai 2009, avec sa chanson Illusion.